# Kiez
Kiez (plural Kieze), är en tysk beteckning på ett närområde i en stad, som omfattar flera egentliga kvarter. Ordet används framförallt i de låg- och mellantyska dialekter som talas i Berlin och norra Tyskland. I Berlin har Kiez kommit att bli ett ofta använt begrepp. Ett Kiez är inte en administrativ indelning (till skillnad från begreppet stadsdel, Ortsteil) och därför har ett Kiez oftast inga exakt fastlagda geografiska gränser. Ett Kiez syftar ofta på ett område om 5 till 20 gator med en enhetlig och utmärkande stil och atmosfär, företrädesvis med Gründerzeitarkitektur från andra halvan av 1800-talet.[källa behövs]

## Historia

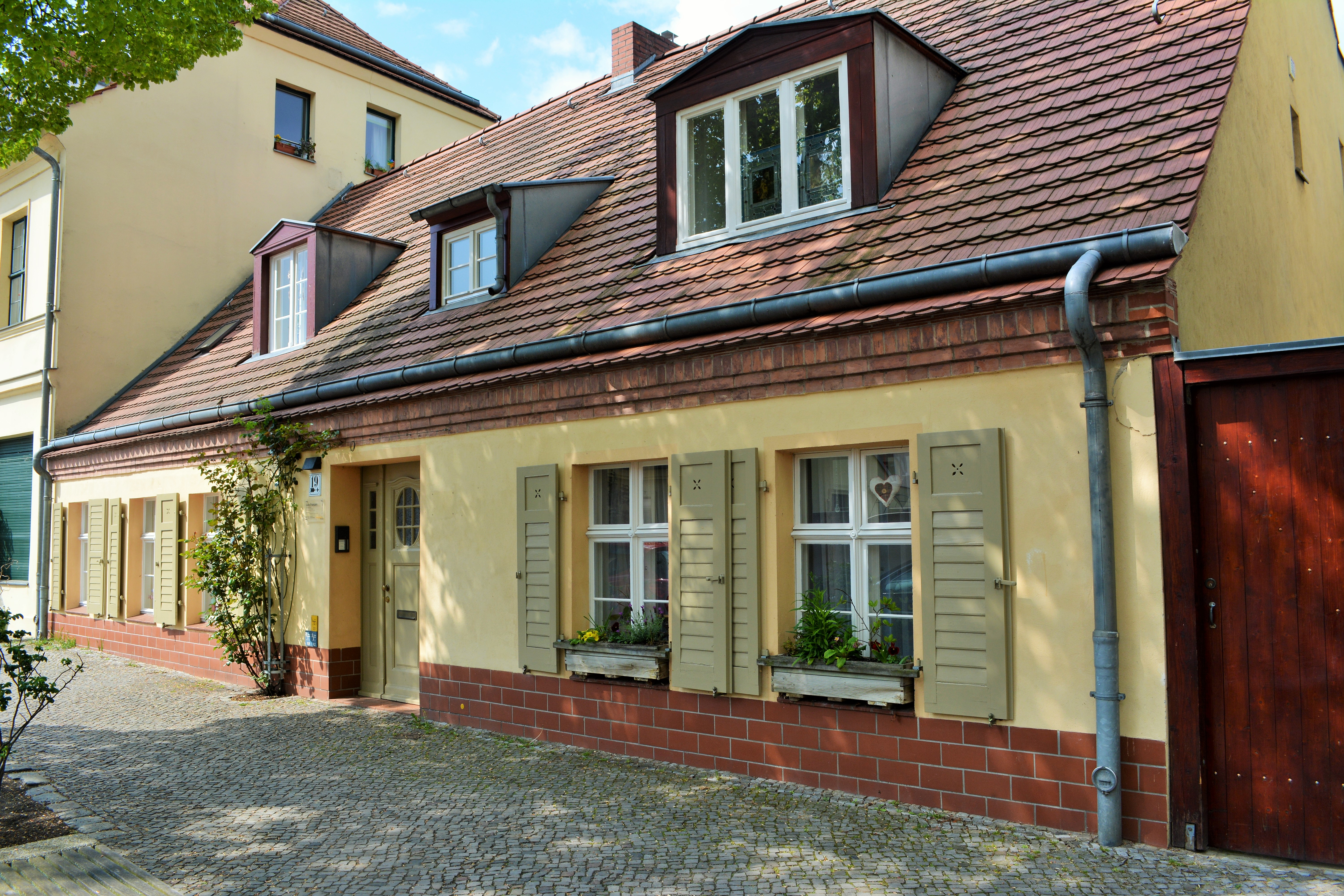
Historiskt Kietz med 1700-talsbebyggelse i Köpenick, Berlin.

Begreppets etymologiska betydelse och ursprung är oklart. Historiskt kommer ordet Kiez närmast från det medeltida begreppet Kietz, som användes som beteckning på de bosättningar som uppstod i anslutning till borgar i nordöstra Tyskland öster om floden Elbe. Ursprungligen beboddes dessa bosättningar av slavisktalande underlydande till borgherren, exempelvis fiskare som fångade fisk i området omkring den flodövergång som borgen bevakade, men med tiden kom även tysktalande att bosätta sig i områdena. De utgjorde ofta självständiga bosättningar administrativt, utan att vare sig tillhöra borgen eller staden. Strukturen av ett sådant Kietz i anslutning till den medeltida stadskärnan, med medeltida gatunät och småskalig bebyggelse, finns fortfarande bevarad i några tyska städer, bland annat i Berlinstadsdelen Köpenick.
Termen Kiez har historiskt haft negativa konnotationer och i vissa lokala sammanhang använts som synonym för prostitutionskvarter, men har under andra halvan av 1900-talet i synnerhet i Berlin fått en mer positivt laddad klang som kopplas till en stark och upplevt genuin områdesidentitet.

## Lokala exempel

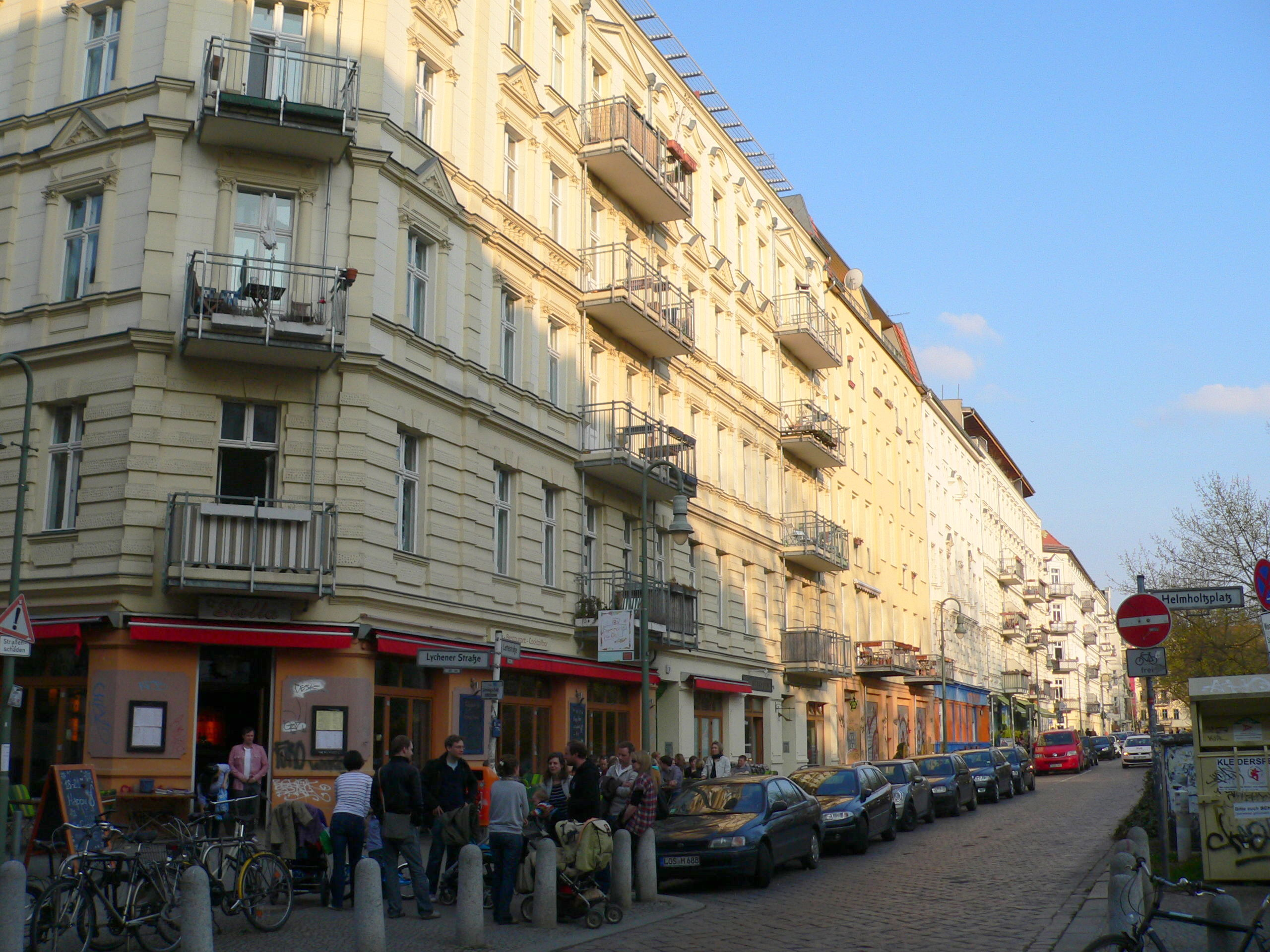
Helmholtzkiez i Berlin vid Helmholtzplatz.

I Hamburg används namnet Kiez på nöjeskvarteren runt Reeperbahn i stadsdelen Sankt Pauli. I Hannover kallas kvarteren omkring Steintor för Kiez, och området är i likhet med området med samma namn i Hamburg känt som nöjes- och prostitutionskvarter.
I Berlin finns många olika Kieze, främst i stadsdelar med bevarad 1800-talsbebyggelse, exempelvis Bergmannkiez omkring Bergmannstrasse och Graefekiez vid Graefestrasse, eller Helmholtzkiez och Kollwitzkiez omkring Helmholtzplatz respektive Kollwitzplatz i Prenzlauer Berg. Reuterkiez vid gränsen mellan Kreuzberg och Neukölln kallas på grund av sitt läge även för Kreuzkölln.